# Óscar Castro (futbolista)
Óscar Manuel Castro Aristimuño (Melo, 28 de enero de 1982) es un exfutbolista uruguayo. Jugaba como portero y su último club fue Cerro Largo de la Primera División de Uruguay. 

## Trayectoria
Castro hizo su carrera formativa en el Bella Vista, debutando en 2000 en Primera División con 18 años de edad. En 2004 sería contratado por Rentistas, donde se convirtió en el arquero revelación del campeonato uruguayo un año siguiente. 
Luego de sus buenas actuaciones en Independiente Santa Fe de Colombia, Nacional se hace con sus servicios a mediados del 2007, club del cual es hincha. En el club permaneció hasta fines de 2008, donde ganó el Torneo Apertura, título que lo llevaría a disputar las finales por el Campeonato Uruguayo frente a Defensor Sporting, equipo que finalmente se terminaría consagrando campeón. 
En 2009, Óscar fue transferido a Central Español, después de ello pasó por diversos equipos de su país. En 2012 jugó por el Cienciano de Perú y posteriormente en el Xelajú MC de Guatemala, 2013. 
Castro, a finales del año 2016 se retira del futbol profesional vistiendo la camisa del Cerro Largo.

## Clubes
| Club                   | País      | Año         |
| ---------------------- | --------- | ----------- |
| Bella Vista            | Uruguay   | 2000 - 2003 |
| Rentistas              | Uruguay   | 2004 - 2006 |
| Independiente Santa Fe | Colombia  | 2007        |
| Nacional               | Uruguay   | 2007 - 2008 |
| Central Español        | Uruguay   | 2009        |
| Cerrito                | Uruguay   | 2009 - 2010 |
| Fénix                  | Uruguay   | 2011        |
| River Plate            | Uruguay   | 2011        |
| Cienciano              | Perú      | 2012        |
| Atenas                 | Uruguay   | 2013        |
| Xelajú MC              | Guatemala | 2013 - 2014 |
| Cerro Largo            | Uruguay   | 2015 - 2016 |

## Palmarés

### Campeonatos nacionales
| Título              | Club     | País    | Año     |
| ------------------- | -------- | ------- | ------- |
| Torneo Apertura     | Nacional | Uruguay | 2008    |
| Campeonato Uruguayo | Nacional | Uruguay | 2008-09 |